# Kostel svatého Kříže (Ronov nad Doubravou)

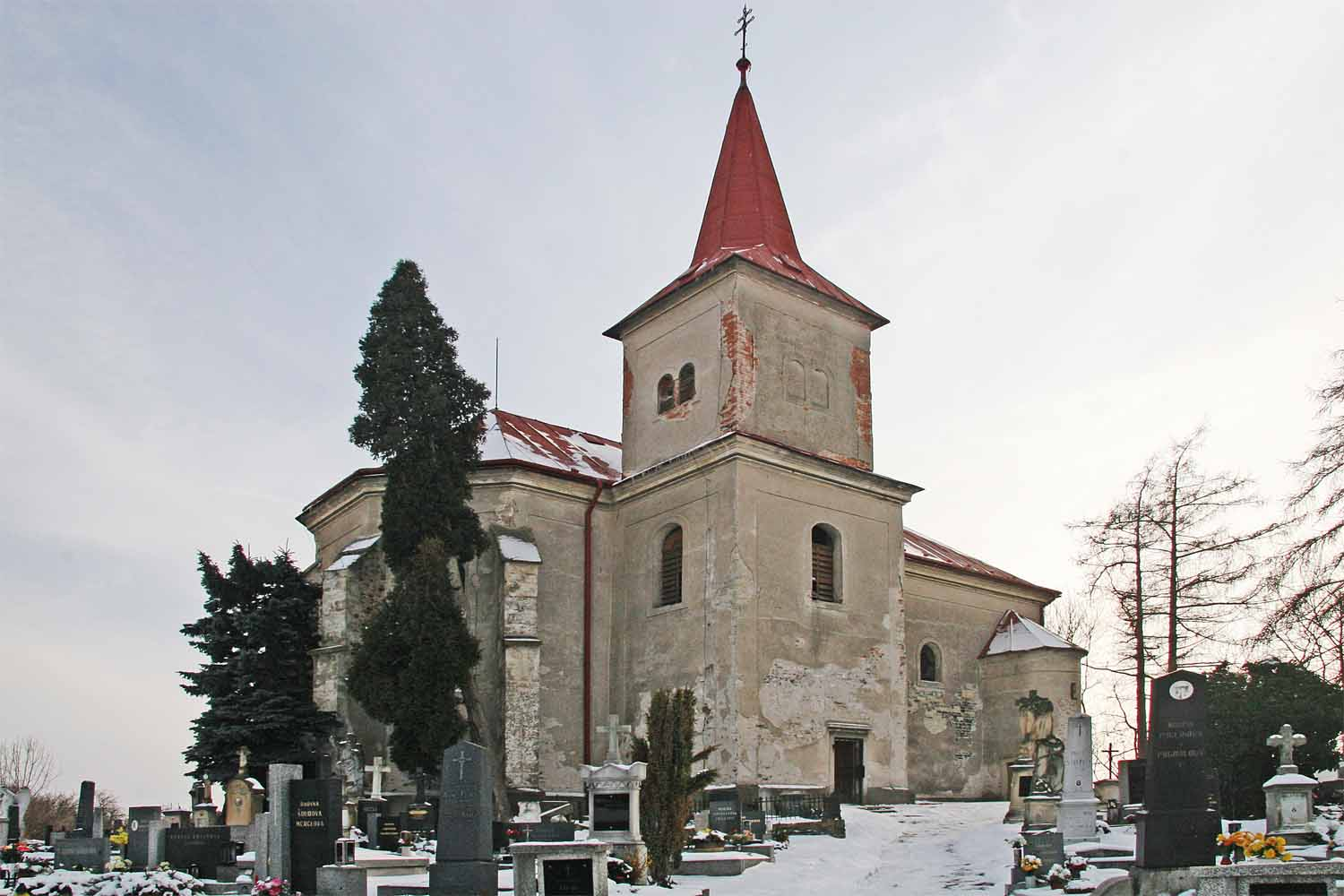
Románský kostel Sv. Kříže

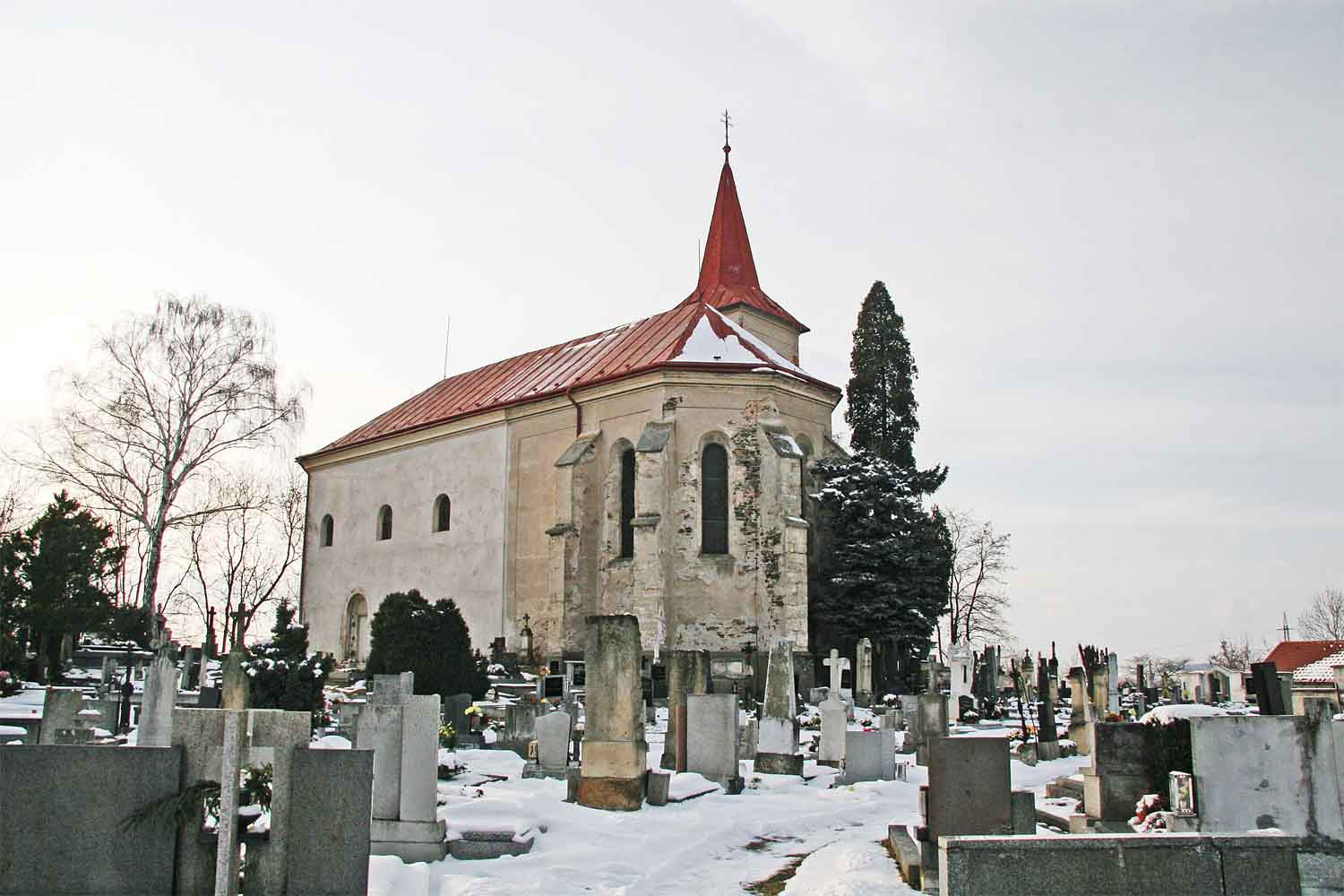
Románský kostel Sv. Kříže

Hřbitovní kostel Svatého Kříže v Ronově nad Doubravou se nachází v dominantní poloze na skalnatém návrší nad údolím řeky Doubravy 1,5 km jihovýchodně od centra města.
Původně románská stavba pochází zřejmě z první poloviny 13. století kdy kostel jako farní sloužil dnes zaniklé vsi Protivany. Současný presbytář je gotický věž byla připojena v renesanci či raném baroku, kdy byl také celý kostel opraven. Určitými stavebními úpravami prošel též v devatenáctém století.